# 리사 리에펠

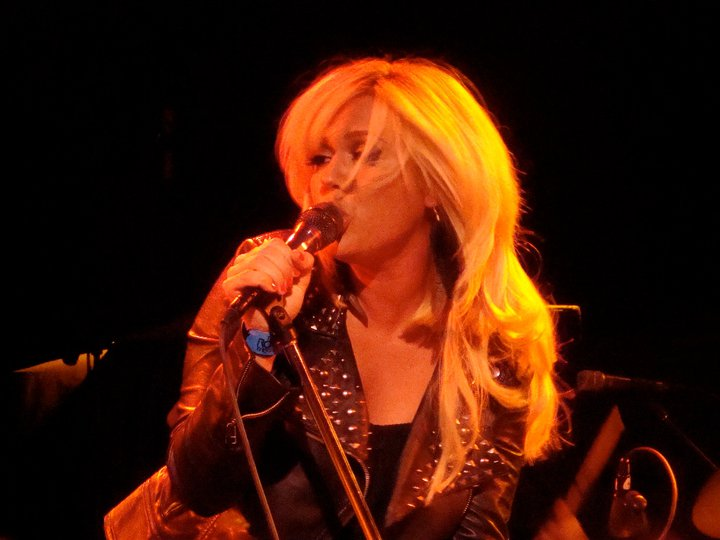

리사 리에펠(Lisa Rieffel, 1975년 1월 12일 ~ )은 미국의 배우, 텔레비전 배우, 연극 배우, 영화배우이다.

## 영화
- 걸트래쉬: 올 나이트 롱 (2014년) - 데이지 롭슨 역
- 드라우닝 모나 (2000년) - 발레리 안토니엘리 역
- 킹 오브 퀸즈 (1998년)
- 도박사 4 (1991년)
- FBI 기동 타격대 (1988년)
- 코스비 가족 (1984년)